# Гурка (Любуське воєводство)
Гурка (пол. Górka, нім. Gurkau) — село в Польщі, у гміні Ліпінки-Лужицькі Жарського повіту Любуського воєводства.
Населення — 151 особа (2011).
У 1975-1998 роках село належало до Зеленогурського воєводства.

## Демографія
Демографічна структура станом на 31 березня 2011 року:
|          | Загалом | Допрацездатний вік | Працездатний вік | Постпрацездатний вік |
| -------- | ------- | ------------------ | ---------------- | -------------------- |
| Чоловіки | 65      | 10                 | 49               | 6                    |
| Жінки    | 86      | 15                 | 49               | 22                   |
| Разом    | 151     | 25                 | 98               | 28                   |